# 흥덕초등학교 (전북)
흥덕초등학교는 대한민국 전북특별자치도 고창군 흥덕면 흥덕리에 있는 공립 초등학교이다.

## 학교 연혁
- 1909년 4월 1일 흥덕학원 설립인가
- 1912년 4월 1일 흥덕공립보통학교(4년제)로 개칭
- 1922년 4월 1일 6년제로 개편
- 1938년 4월 1일 흥덕제일공립심상소학교로 개칭[1]
- 1941년 4월 1일 흥덕북공립국민학교로 개칭[2]
- 1952년 7월 12일 현 위치로 이전
- 1973년 1월 31일 본관 14교실 개축. 체육관 신축
- 1975년 3월 20일 본교 야구부 및 배드민턴부 창설
- 1981년 3월 1일 병설유치원 개원
- 1993년 3월 1일 하남국민학교 통폐합
- 1996년 3월 1일 흥덕초등학교로 개명[3]
- 1998년 3월 1일 후포분교장 통폐합
- 1998년 7월 2일 체육관(흥학관) 준공
- 2020년 2월 9일 제98회 11명 졸업(총 100,787명)
- 2021년 3월 1일 제38대 김미순 교장 부임
- 2021년 3월 1일 2021학년도 7학급(특수학급1) 편성

## 학교 상징
- 교화 - 매화 : 매화처럼 기품있고 고결한 마음으로 덕을 기르는 다양한 꿈을 키우는 배풍골 어린이
- 교목 - 주목 : 자신의 꿈과 뜻을 바르게 세우고 꾸준하게 실천하여 늘 푸르고 곧게 사는 주목처럼 미래 사회를 주도할 배풍골 어린이
- 교조 - 까치 : 기쁜 소식을 전해주는 까치처럼 다정한 마음을 가진 어린이

## 참고 자료
- 흥덕초등학교 - 한국교육학술정보원 학교알리미